# Eberhard Koldewey
Pour les articles homonymes, voir Koldewey.
Eberhard Koldewey, né en 1937, est un astronome allemand.

## Biographie
Le Centre des planètes mineures le crédite de la découverte de deux astéroïdes, effectuée au cours de l'année 1995 avec la collaboration de Stefano Mottola.
L'astéroïde (11352) Koldewey lui est dédié,.
| (11975) 1995 FA1      | 29 mars 1995 |
| (27865) Ludgerfroebel | 30 mars 1995 |